# Turks Head
Das Turks Head (englisch für Türkenhaupt) ist eine mehr als 200 m hohe und markante Landspitze an der Westküste der antarktischen Ross-Insel. Sie ragt 8 km ostsüdöstlich des Kap Evans die Erebus Bay hinein und begrenzt östlich die Turks Head Bay.
Teilnehmer der Discovery-Expedition (1901–1904) unter der Leitung des britischen Polarforschers Robert Falcon Scott entdeckten und benannten sie. Namensgebend ist ihre Ähnlichkeit mit einem turbantragenden Kopf.